# La famiglia Bowman
La famiglia Bowman (The Good Life) è una serie televisiva statunitense in 13 episodi trasmessi per la prima volta nel corso di una sola stagione nel 1994.
È una sitcom incentrata sulle vicende di John Bowman, uomo di Chicago che lavora in un ufficio di un grande magazzino, e della sua famiglia composta dalla moglie Maureen e dai tre figli Melissa, Paul e Bob. Tredici episodi furono realizzati e trasmessi sulla NBC prima della cancellazione avvenuta nel maggio del 1994.

## Personaggi e interpreti
- John Bowman (13 episodi, 1994), interpretato da John Caponera.
- Maureen Bowman (13 episodi, 1994), interpretata da Eve Gordon.
- Drew Clark (13 episodi, 1994), interpretato da Drew Carey.
- Paul Bowman (13 episodi, 1994), interpretato da Jake Patellis.
- Melissa Bowman (13 episodi, 1994), interpretata da Shay Astar.
- Bob Bowman (13 episodi, 1994), interpretato da Justin Berfield.
- Tommy Bartlett (13 episodi, 1994), interpretato da Monty Hoffman.
- Mr. Huang (2 episodi, 1994), interpretato da Ralph Ahn.

## Produzione
La serie, ideata da Kevin Curran, Jeff Martin e Suzanne Martin, fu prodotta da Interbang Inc. e Touchstone Television. Le musiche furono composte da Jonathan Wolff. Tra i registi della serie è accreditato Gerry Cohen in 12 episodi.

### Sceneggiatori
Tra gli sceneggiatori della serie sono accreditati:
- Jeff Martin in 13 episodi (1994)
- Suzanne Martin in 3 episodi (1994)
- Kevin Curran in 2 episodi (1994)
- Mark Driscoll in 2 episodi (1994)
- David Silverman in 2 episodi (1994)
- Stephen Sustarsic in 2 episodi (1994)

## Distribuzione
La serie fu trasmessa negli Stati Uniti dal 3 gennaio 1994 al 12 aprile 1994 sulla rete televisiva NBC. In Italia è stata trasmessa con il titolo La famiglia Bowman.

## Episodi
| Stagione       | Episodi | Prima TV USA |
| -------------- | ------- | ------------ |
| Prima stagione | 13      | 1994         |